# Aspidistra superba
Aspidistra superba är en sparrisväxtart som beskrevs av Tillich. Aspidistra superba ingår i släktet Aspidistra och familjen sparrisväxter. Inga underarter finns listade i Catalogue of Life.